# Vieille prière bouddhique
El Viejo rezo budista, oración diaria para todo el universo es una obra para tenor, coro mixto y piano o gran orquesta, compuesta por Lili Boulanger entre 21 de agosto de 1914 y el 15 de marzo de 1918, según reza en la partitura orquestal. 
La plantilla de la orquesta es inmensa, siendo la siguiente: 
- 2 Flautas
- 2 Oboes y 1 Corno Inglés
- 2 Clarinetes en Si bemol y 1 Clarinete Bajo en Si bemol
- 2 Fagotes y 1 sarrusófono.
- 4 Trompas en Fa
- 3 Trompetas en Do
- 4 Trombones
- Tuba
- Timbales
- Percusión: Platillos y Bombo
- Celesta
- 2 Arpas
- Coro mixto (SATB)
- Cuerdas.

Lily Boulanger añade unas notas previas a la interpretación:
" La medida será sacrificada por el ritmo, cuya verdadera índole sería alterada por una observación rigurosa de la igualdad de los pulsos. Así, por dar sólo una muestra, las 4 notas repetidas serán siempre un poco alargadas sin ralentizar el fluir general; las inflexiones melódicas y verbales deberán determinar lo que la notación convencional no permite notar con mayor exactitud. "

## Historia
La compositora ha escrito varias partituras de música religiosa cristiana. Esta obra posee la peculiaridad de poner en música un rezo de la religión budista. El texto es un extracto del Visuddhimagga, traducido por Suzanne Karpelès.
« Es un texto admirable por su mensaje de paz y tolerancia, en gran medida ecuménico, que abarca la creación en su totalidad. »
Comenzada en 1914, la partitura se terminó en Arcachón en la primavera de 1917.

## Análisis
El Viejo rezo budista emplea una rica plantilla: una orquesta y un coro a los cuales se añade un tenor solista. Toma también la forma de una encantamiento oriental:
« El tenor vuelve constantemente a un Fa sostenido, en vez de a la nota central de la música del comienzo, resaltando nuevamente la importancia del tritono. El elemento más claramente "exótico" de esta obra es quizá el solo de flauta, que desarrolla la música del coro y evoca la música del Lejano Oriente en timbre y formas sinuosas arabescas. »

## Publicación
La partitura fue publicada por Durand en 1921.